# Слов'янка (платформа)
Слов'янка (рос. Славянка) — залізнична станція на московському напрямку Санкт-Петербурзького відділення Жовтневої залізниці  в межах Санкт-Петербургу на території селища Петро-Слов'янка.

## Особливості
На станції розташовані зупинкові платформи електропоїздів «московського напрямку» приміських петербурзьких перевезень. Частина електропоїздів проїжджає станцію без зупинки через низький пасажирообіг.
Дві платформи, острівна і берегова, примикають до залізничного переїзду, що сполучає вулицю Праці в Петро-Слов'янці з дорогами в Рибальське та Металлострой. На південь від переїзду колії Жовтневої залізниці перетинають трьома мостами річку Слов'янка.
Зупинний пункт є частиною станції Слов'янка, що використовується для транзиту електропоїздів з депо Металлострой на петербурзькі станції. У Слов'янці роблять технічну зупинку деякі поїзди далекого прямування (без висадки пасажирів). Від станції відгалужується сполучна колія на станцію Рибальське Волховстроївського напрямку.

## Галерея

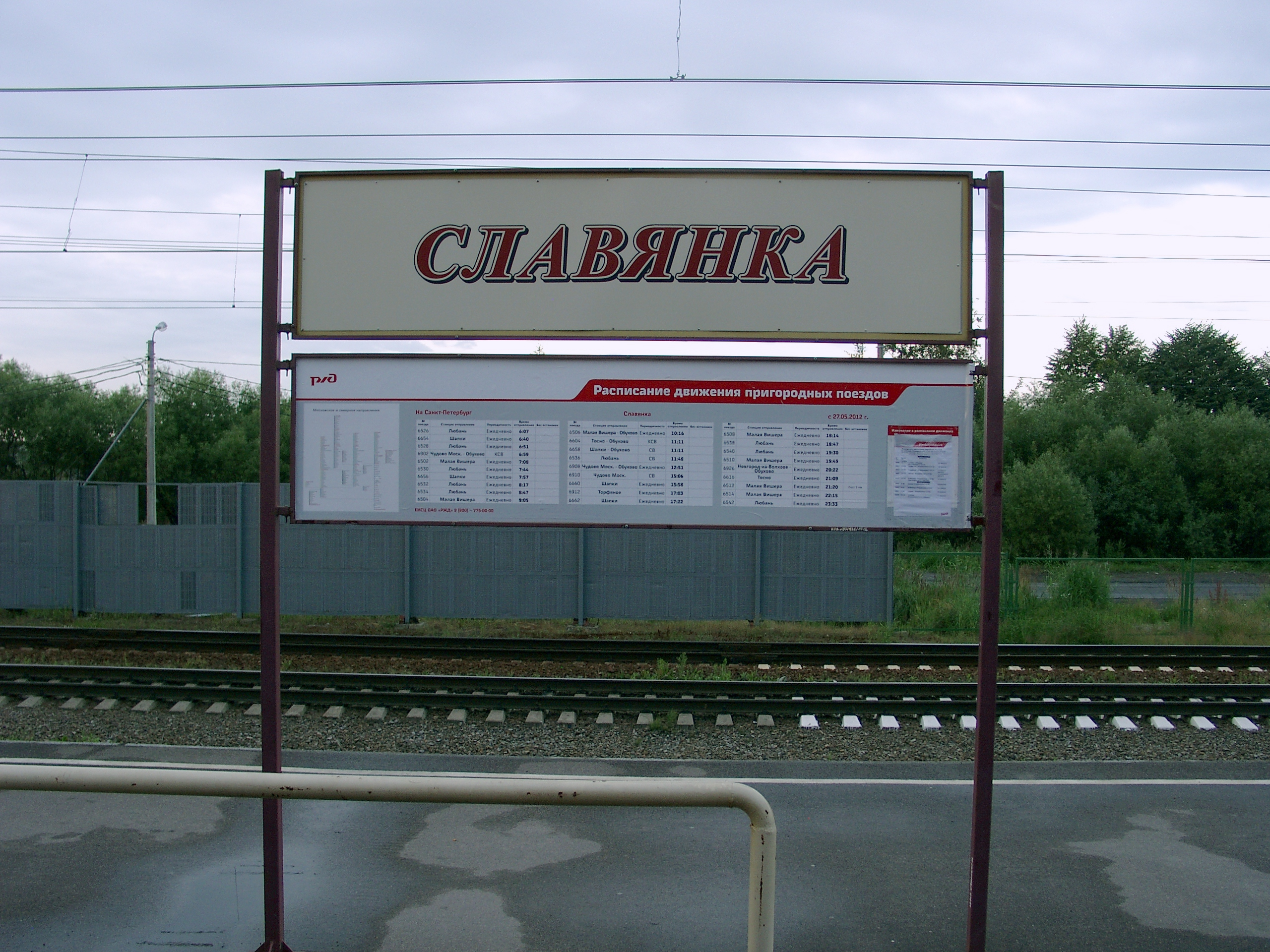
Покажчик з назвою платформи
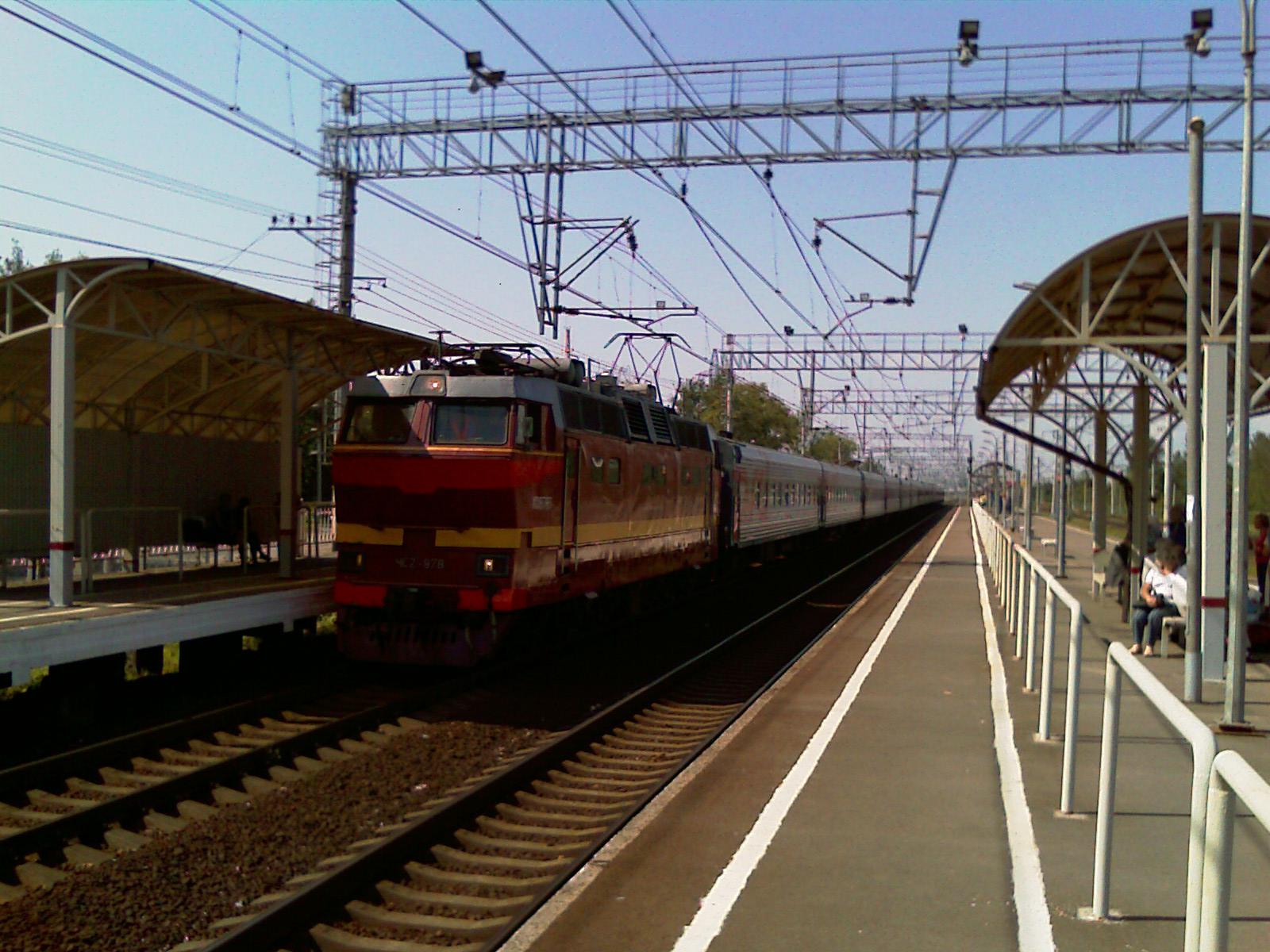
Загальний вигляд
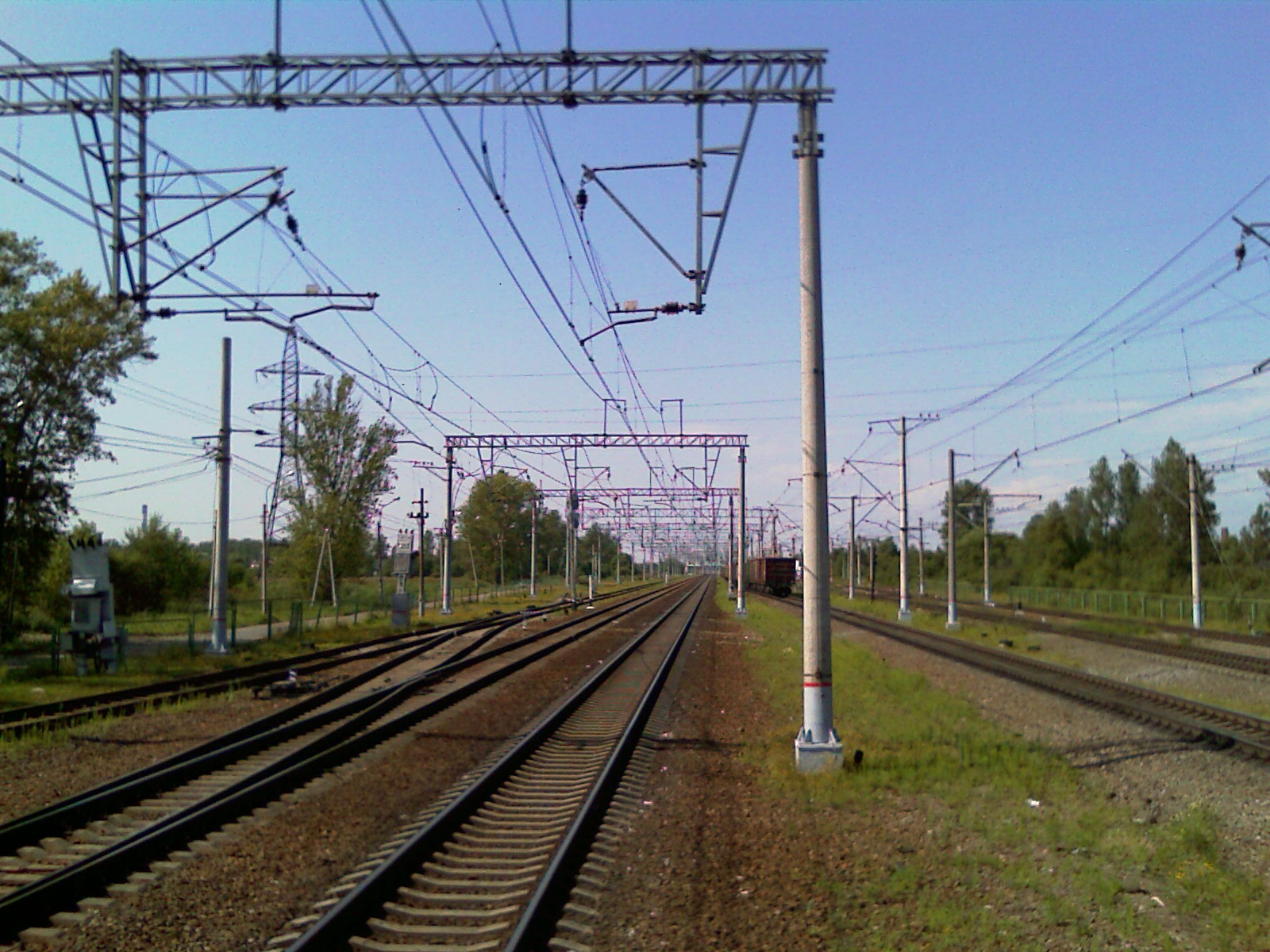
Вигляд на північний захід у бік ст. Обухово.
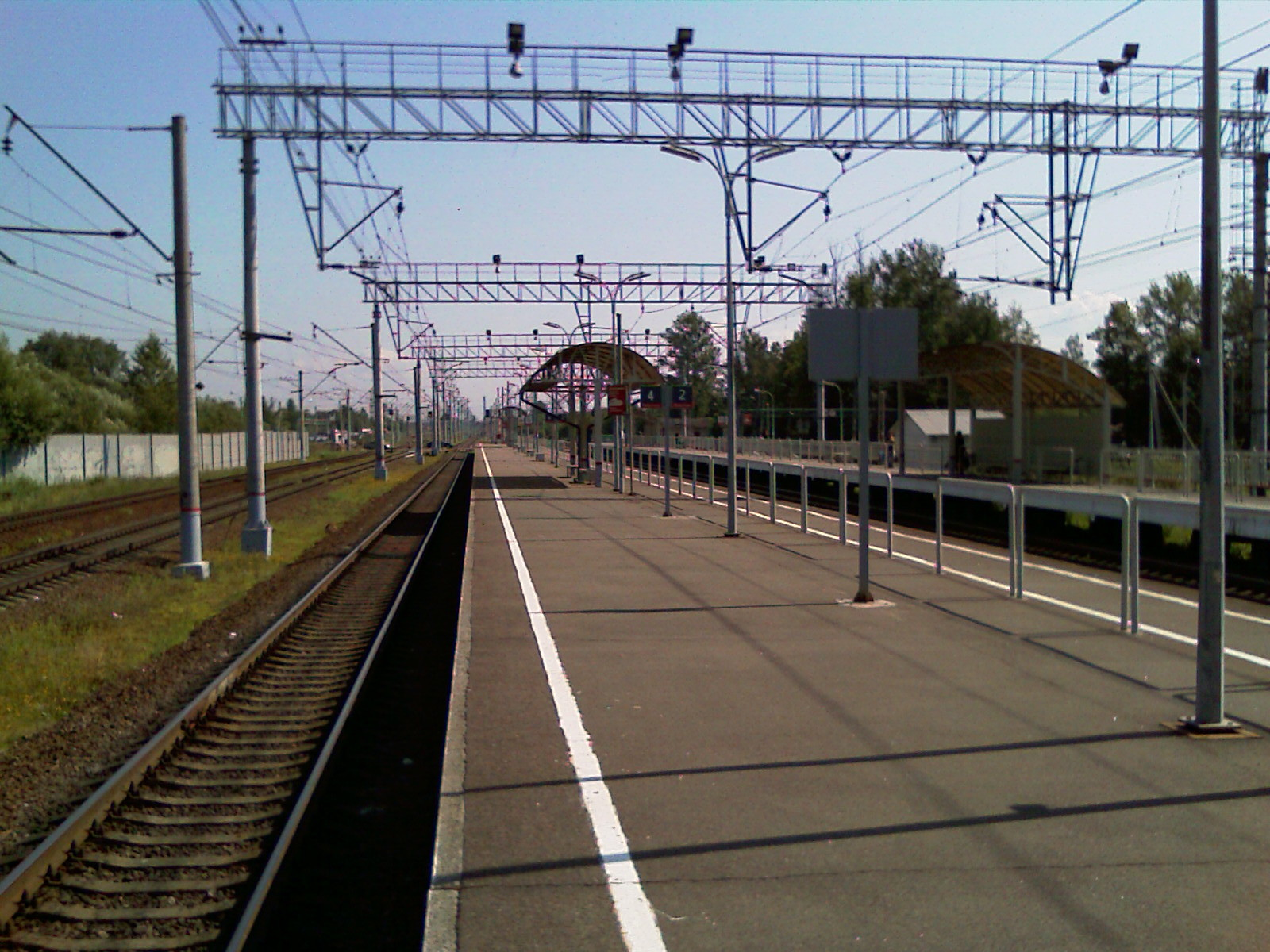
Вигляд в сторону платформи Металлострой та швидкісного депо Московське.